# Frigga
Frigga  (лат.) — род аранеоморфных пауков из подсемейства Aelurillinae в семействе пауков-скакунов (Salticidae).

## Этимология
Научное название рода — Frigga, дано в честь жены Одина из германо-скандинавской мифологии.

## Виды
- Frigga coronigera (C. L. Koch, 1846) — Бразилия
- Frigga crocuta (Taczanowski, 1878) — Перу, Эквадор, Галапагосские острова, Маркизские острова, Квинсленд typus
- Frigga finitima Galiano, 1979 — Боливия, Аргентина
- Frigga flava (F. O. P.-Cambridge, 1901) — Гватемала
- Frigga kessleri (Taczanowski, 1872) — Бразилия, Гвиана, Французская Гвинея
- Frigga opulenta Galiano, 1979 — Эквадор, Перу
- Frigga pratensis (Peckham & Peckham, 1885) — от Мексики до Колумбии
- Frigga quintensis (Tullgren, 1905) — Аргентина, Бразилия
- Frigga rufa (Caporiacco, 1947) — Гвиана, Бразилия
- Frigga simoni (Berland, 1913) — Эквадор